# Mestra (borboleta)
Mestra é um gênero de borboletas ninfalidas. Ele contém uma única espécie Mestra dorcas, a mestra jamaicana, que é encontrada do sul da América do Norte à América do Sul e possivelmente Mestra cana, a mestra de Santa Lúcia, encontrada nas Pequenas Antilhas (embora essa possa ser uma identificação incorreta).
A envergadura é 35-50 milímetros. A parte superior é cinza branco a marrom claro. Há uma fileira mediana de manchas brancas e uma faixa marginal laranja nas asas posteriores. A parte inferior é laranja pálido com manchas brancas. Os adultos estão em asa durante todo o ano no sul do Texas, mas é mais numeroso de junho a novembro. Eles foram registrados alimentando-se do néctar das flores de Lantana.

## Subespécies
Listados em ordem alfabética:
- M.d. amymone (Ménétriés, 1857) (Louisiana ao sul do Texas e na Nicarágua, Costa Rica) – Amymone
- M.d. apicalis (Staudinger, 1886) (Bolívia, Argentina, Brasil: São Paulo, Goiás, Pará)
- M.d. dorcas Hübner, [1825] (Jamaica)
- M.d. hersilia (Fabricius, 1777) (Guiana, Colômbia, Santa Lúcia, Trinidad e Tobago)
- M.d. hypermestra Hübner, [1825] (Brasil: Pará, Paraguai)
- M.d. latimargo (Hall, 1929) (Equador)
- M.d. semifulva (C. & R. Felder, 1867) (Colômbia)